# Apple DVD Player
Apple DVD Player — программная реализация DVD-плеера для воспроизведения DVD дисков в среде операционной системы Mac OS X.

## Возможности
Если ваш компьютер Mac оснащён дисководом DVD (например: SuperDrive) или подключён к внешнему дисководу DVD, то вы можете использовать программу «DVD-плеер» для воспроизведения DVD на компьютере. Можно воспроизводить коммерческие DVD, DVD, записанные в домашних условиях, или файлы проектов фильма (расположенные в папке «VIDEO_TS»). Вы можете подключить компьютер к телевизору или стереосистеме и использовать программу «DVD-плеер» для просмотра или прослушивания DVD на домашней воспроизводящей системе.
С помощью программы «DVD-плеер», также как и с помощью обычного DVD-плеера, вы сможете получить доступ к специальным функциям диска, возможность выбора аудионастроек и управления воспроизведением видео. Однако программа «DVD-плеер» открывает перед вами гораздо больше возможностей. Вы можете просматривать фильмы в маленьком окне, занимаясь в это время чем-то другим, или смотреть фильм, развёрнутый на весь экран. Можно даже настроить внешний вид субтитров на экране.
При просмотре фильмов в полноэкранном режиме вы можете использовать строку управления воспроизведением, приостановки, беглого просмотра глав, ускоренной прокрутки фильма вперёд или назад. Вы также можете с её помощью изменять определённые настройки.
Поклонники кино, знатоки и те, кто любит пересматривать и показывать другим любимый эпизод из фильма, могут пометить и запомнить понравившиеся сцены с помощью DVD-плеера. Используйте видеоклипы для записи и воспроизведения коротких фрагментов фильмов, а также закладки для пометки и перехода к искомым сценам. Строка изображений в полноэкранном режиме предоставляет возможность быстрого доступа к созданным вами видеоклипам и закладкам, а также главам фильма.
Кроме того, вы можете писать скрипты, чтобы простым нажатием на клавишу автоматически включалось воспроизведение или выполнялись другие операции.
Если Ваш компьютер поддерживает пульт Apple Remote, вы можете использовать его для дистанционного управления DVD-плеером.

## Функции
- Воспроизведение фильмов с DVD дисков
- Воспроизведение любимых эпизодов фильма
- Воспроизведение хранящихся на компьютере файлов фильма с жёсткого диска
- Воспроизведение фильмов, прошедших родительский контроль
- Просмотр субтитров фильма
- Ускоренная или замедленная прокрутка воспроизведения фильма вперёд или назад